# Frieseomelitta nigra
La abeja zopilote sin aguijón (Frieseomelitta nigra) es una especie de abeja sin aguijón de la tribu meliponini endémica de México, Belice y posiblemente Guatemala.

## Descripción, distribución y hábitat
Al igual que otras abejas meliponas, así como sus parientes del género Frieseomelitta, la abeja zopilote carece de aguijón. Tiene una longitud que ronda los 6 mm, su cuerpo es enteramente negro, sus alas son oscuras con terminación blanca en las puntas. Comparte bastantes características con Frieseomelitta paupera, llegando a ser esta última incluso ser considerada como una subespecie de Frieseomelitta nigra en países como Colombia y Trinidad y Tobago.
Su distribución se extiende en los estados mexicanos de Sinaloa, Nayarit, Jalisco, Colima, Michoacán, Estado de México, Morelos, Guerrero, Oaxaca, Veracruz, Chiapas, Tabasco, Campeche, Yucatán y Quintana Roo, así como en Belice y posiblemente en Guatemala, según sus observaciones. Suele preferir climas más cálidos en ecosistemas como selva húmeda, selva seca, matorral, bosque templado, bosque nublado y humedales. Suele construir nidos en huecos de árboles o postes de luz, paredes y diferentes tipos de sustrato en el suelo, los cueles suele cubrir con resina.
Entre las especies de importancia agrícola de las cuales la abeja zopilote sin aguijón se encuentran: nanche, limón, cocotero y el melón; entre otras especies que suelen polinizar las abejas zopilote se encuentran las pimientas, moráceas lechosas, asteráceas, azufaifos, y el palo de Campeche.
La abeja zopilote suele ser usada en la meliponicultura. La miel de F. nigra suele tener concentraciones de entre 577 y 607 mg de proteína soluble por cada 100g; entre 162 y 168 mg de ácido gálico por cada 100g; tiene una capacidad de quelación del 85% para iones de cobre, 47% para iones de hierro y 94% para el EDTA de cobre; la miel tiene alta capacidad de trapamiento de radicales OH implicados en el estrés oxidativo y relacionado con enfermedades cardíacas, pulmonares, cáncer, Alzheimer y enfermedades neurodegenerativas en los seres humanos.